# 普雷瓦特峰
46°34′25″N 8°37′46″E / 46.57374°N 8.62955°E

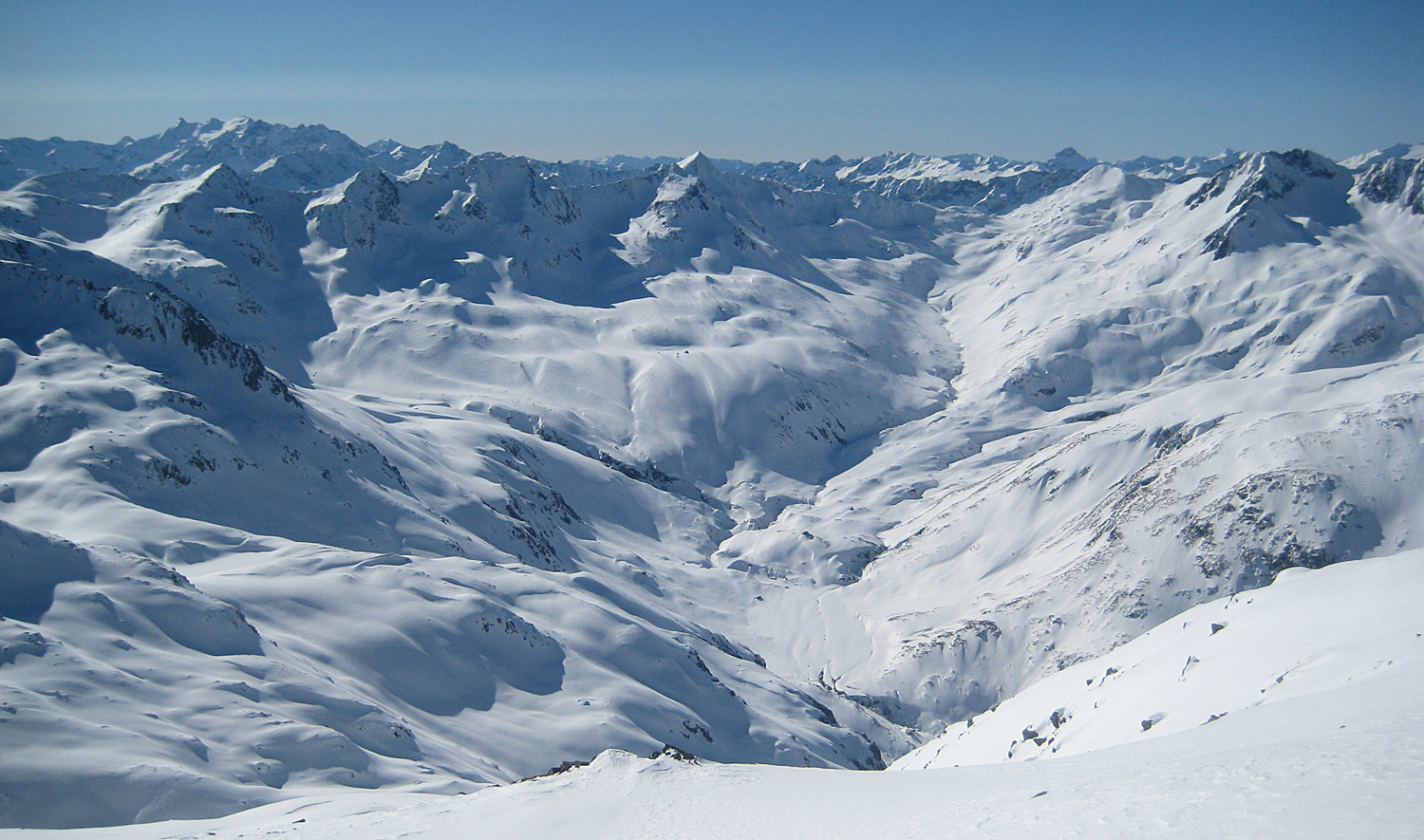

普雷瓦特峰（Pizzo Prevat），是瑞士的山峰，位於該國中部，處於烏里州和提契諾州接壤的邊界，屬於提契諾阿爾卑斯山脈的一部分，海拔高度2,876米，人類在1892年7月29日首次登頂。